# Leon Rupnik

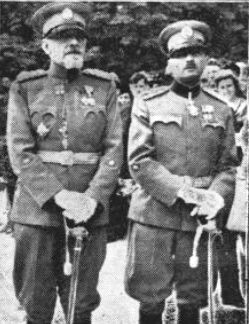
Leon Rupnik (na lewo)

Leon (Leo, Lev, Lav) Rupnik (ur. 10 sierpnia 1880 w Lokve, zm. 4 września 1946 w Lublanie) – jugosłowiański wyższy wojskowy (generał lejtnant) słoweńskiego pochodzenia, przewodniczący rady miejskiej i burmistrz Lublany pod okupacją włoską, a następnie prezydent administracji prowincji Lublana pod okupacją niemiecką, generalny inspektor, a później komendant Słoweńskiej Domobrany podczas II wojny światowej
W latach 1895–1899 uczył się w szkole kadetów piechoty w Trieście. Od 1901 do 1902 r. służył w 15 batalionie saperów w Klosterneuburg, złożonym w większości z Chorwatów i Serbów. W latach 1905–1907 studiował w wyższej szkole wojskowej w Wiedniu. Podczas I wojny światowej w stopniu kapitana służył do lutego 1916 r. w 1 Brygadzie Górskiej jako szef sztabu. Od marca 1916 r. do grudnia 1917 r. służył w sztabie 50, 63 i 42 dywizji piechoty. Do lipca 1918 r. był szefem sztabu 42 dywizji piechoty, zaś do końca wojny – obrony nadbrzeżnej Południowej Dalmacji. Walczył na froncie włoskim (bitwy nad Isonzo), serbskim i rosyjskim. Po zakończeniu wojny wstąpił w maju 1919 r. do nowo tworzonej armii jugosłowiańskiej. Dostał stopień majora. W 1923 r. awansował do stopnia podpułkownika, w 1927 r. – pułkownika, w 1933 r. – generała brygady, zaś w 1937 r. – generała lejtnanta. Zajmował różne stanowiska sztabowe. W 1938 r. był autorem i kierownikiem budowy fortyfikacji obronnych na granicy z Włochami wzorowanych na rozwiązaniach francuskich (Linia Maginota) i czeskich (umocnienia w Sudetach) zwanych Linią Rupnika. W czasie agresji państw Osi na Jugosławię w kwietniu 1941 r. sprawował funkcję szefa sztabu I Grupy Armijnej w Zagrzebiu. Po kapitulacji wojsk jugosłowiańskich i utworzeniu Niezależnego Państwa Chorwackiego powrócił do południowej Słowenii, gdzie przystał na kolaborację z Włochami, przyjmując 7 czerwca 1942 r. funkcję przewodniczącego rady miejskiej i jednocześnie burmistrza Lublany. Po kapitulacji Włoch we wrześniu 1943 r. stanął pod koniec tego miesiąca na czele administracji prowincji Lublana pod okupacją niemiecką. Zajmował stanowisko zdecydowanie prohitlerowskie, a także antykomunistyczne i antysemickie. Równocześnie był współtwórcą kolaboracyjnej formacji zbrojnej złożonej ze Słoweńców pod nazwą Słoweńska Domobrana. Mianował się jej komendantem, ale już 4 listopada został zdymisjonowany przez Niemców. Od listopada 1944 r. był formalnie generalnym inspektorem Domobrany, choć bez faktycznych kompetencji. Na pocz. 1945 r. został jej komendantem. 5 maja tego roku wraz z niewielką grupą podwładnych przedostał się do Austrii. 23 lipca został aresztowany przez Brytyjczyków, zaś w styczniu 1946 r. przekazany komunistycznym władzom Jugosławii. Po procesie został 30 sierpnia skazany za zdradę i rozstrzelany na cmentarzu Žale w Lublanie.